# Chippewa County, Michigan
Chippewa County är ett administrativt område i delstaten Michigan, USA, med 38 520 invånare. Den administrativa huvudorten (county seat) är Sault Ste. Marie.

## Geografi
Enligt United States Census Bureau har countyt en total area på 6 988 km². 4 043 km² av den arean är land och 2 945 km² är vatten.

### Angränsande countyn

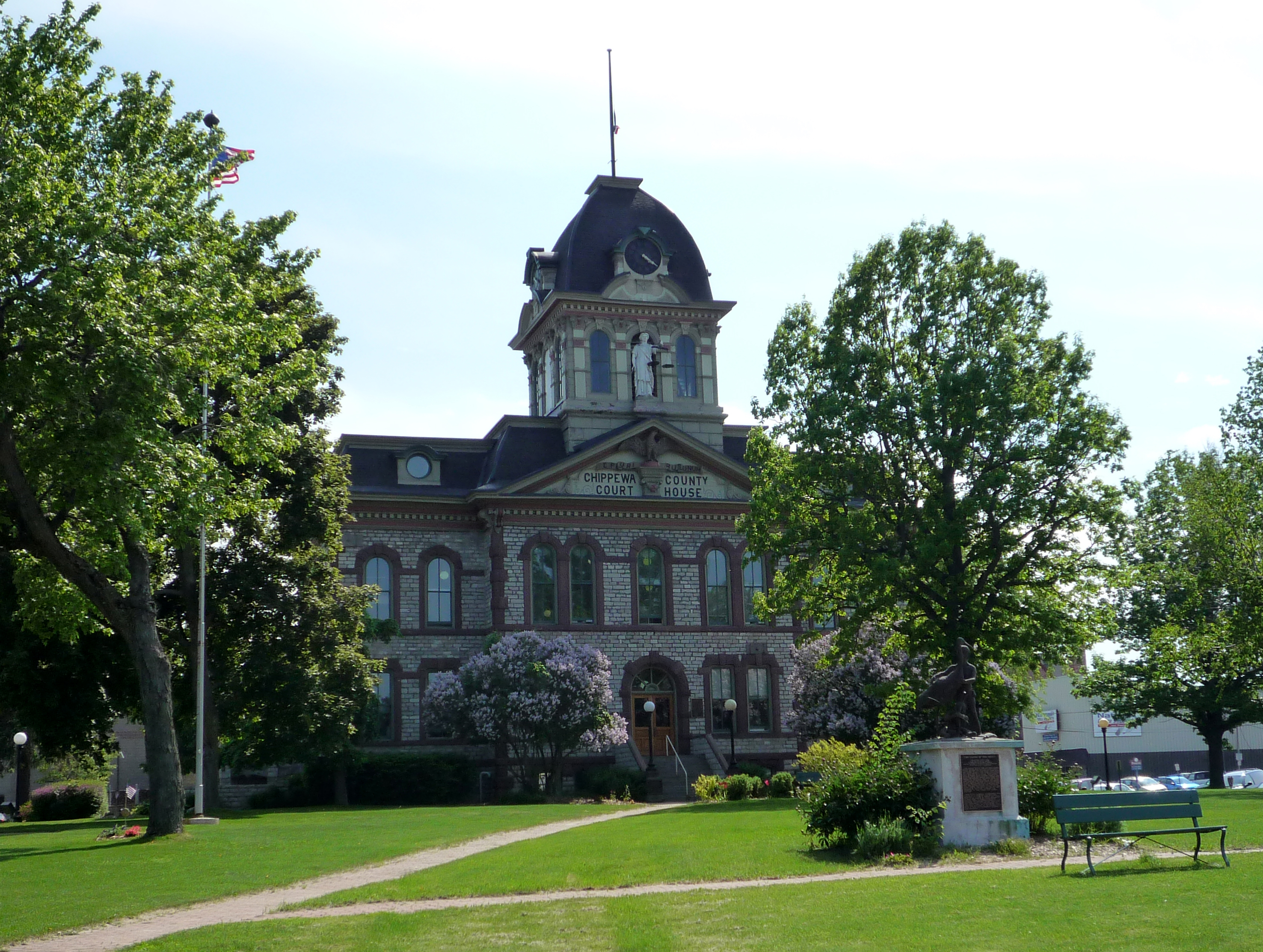
Chippewa County Courthouse, Sault Ste. Marie

- Presque Isle County - sydost
- Mackinac County - syd
- Luce County - väst
- gränsar till Ontario, Kanada